# Jiří Krist
Jiří Krist (* 8. ledna 1965) je český environmentalista, místopředseda Národní sítě místních akčních skupin.

## Osobní život
V roce 1988 dokončil studium konstrukcí a dopravy na stavební fakultě Vysokého učení technického v Brně.

## Profesní činnost
Praxi zahájil ve stavebnictví, kde pracoval do roku 1998. Poté se začal intenzivně věnovat poradenství v oblasti regionálního rozvoje a rozvoje venkova, strategickému plánování ve venkovských regionech, udržitelnému rozvoji, obnovitelným zdrojům a úsporám energie.
Od roku 2006 je propagátorem metody LEADER v Česku, spoluzakládal MAS Opavsko a v letech 2017 - 2022 předsedal Národní síti MAS ČR. V současnosti se věnuje rozvoji komunitní energetiky v Česku je radním Unie komunitní energetiky.